# Lípa republiky (Náměstí Barikád)
Lípa republiky na náměstí Barikád na Žižkově v Praze je významný strom, který roste ve středové části náměstí.

## Popis
Obvod kmene má 159 cm, výška není uvedena (rok 2021). V databázi významných stromů Prahy je zapsaná od roku 2021.

## Historie
Lípa svobody byla vysazena 28. října 1968 na počest 50. výročí vzniku Československé republiky. Zasadil ji ředitel místní základní devítileté školy Oldřich Jakl za přítomnosti žáků a učitelů školy.

## Významné stromy v okolí
- Dub uherský u Italské ulice – památný strom
- Cedr Na Balkáně – památný strom